# Palazzo Aedes

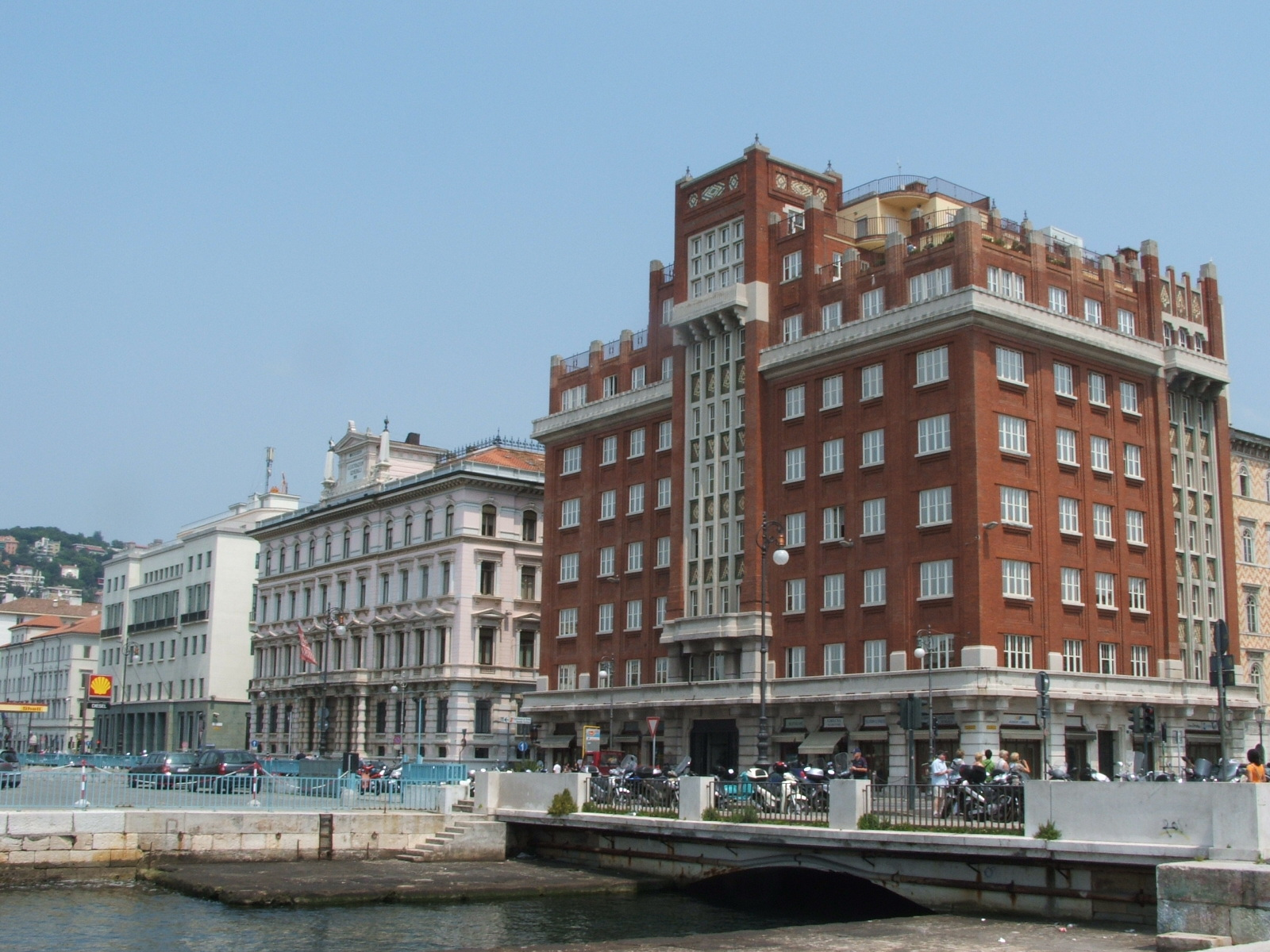
Palazzo Aedes in Triest

Der Palazzo Aedes, allgemein auch Palazzo Berlam oder Grattacielo rosso (dt.: roter Wolkenkratzer) genannt, ist ein Bürogebäude aus dem 20. Jahrhundert in Triest in der italienischen Region Friaul-Julisch Venetien. Er liegt an der Piazza Luigi Amedeo Duca degli Abruzzi, also der Einmündung des Canal Grande in die Adria. Er wurde in den Jahren 1926–1928 neben dem Palazzo Gopcevich unter der Leitung des Architekten Arduino Berlam erbaut. Inspiriert wurde dieser von den neuen Wolkenkratzern in New York aus rotem Ziegelmauerwerk. Das Gebäude gilt als erster echter Wolkenkratzer in Triest.

## Geschichte
“Si tratterà del primo edificio schiettamente e americanamente moderno a Trieste.“ (dt.: Es handelte sich um das erste ehrlich und amerikanisch moderne Gebäude in Triest).

Vor der endgültigen Genehmigung zum Bau des heutigen Gebäudes, wurden die zum Bau des neuen Palastes vorgelegten Projekte viermal zurückgewiesen, bis 1926 ein Vorschlag der Gesellschaft Aedes vorgelegt wurden, deren Zeichnungen vom Architekten Giorgio Polli erstellt worden waren.
Das Hauptprojekt stützte sich auf eine sehr ambitionierte Idee, den Bau eines Gebäudes in US-amerikanischem Stil. Aber das technische Büro der Stadt lehnte das Projekt ab, weil das Gebäude seiner Ansicht nach „eine außergewöhnliche Höhe, Anzahl der Stockwerke [aufwies], außergewöhnlich durch Fehlen eines Innenhofes und von außergewöhnlicher Länge der Seitenfassade zur Via Machiavelli“ war. Die Kommission bat daher darum, die Zahl der Stockwerke auf neun (gerechnet einschließlich der Spitze des Gebäudes) und die Höhe auf 50 Meter zu begrenzen, wobei die Pfeiler im Erdgeschoss verstärkt wurden. Es wurde ausdrücklich darum gebeten, dass das Bossenwerk im Erdgeschoss so gearbeitet würde, dass der Eindruck der Robustheit verstärkt würde, sodass es den Bürgern, die nicht an diese Art von Palast gewöhnt seien, ein Gefühl der Sicherheit vermittle.
Es folgten noch Missverständnisse und Verzögerungen, bis der Präfekt das Projekt Benito Mussolini direkt vorstellte, der geantwortet haben soll: „Lasst es auf Hochtouren laufen und achtet nicht auf diese Dummköpfe!“
So wurde der Palast am 31. August 1928 eingeweiht und 1932 von der Assicurazioni Generali gekauft.
Seit 2015 ist dort der Sitz der Akademie der Gruppo Generali.